# Augustinus Lehmkuhl
Augustinus Lehmkuhl, född 1834, död 1914, var en tysk jesuit.
Lehmkuhl var lärare i moralteologi vid kollegiet i Maria Laach och var samtidens främste talesman för romersk-katolsk kasuistik. Bland hans arbeten märks Theologia moralis (2 band, 1883-84, 11:e upplagan 1910).